# 笹野ちはる
笹野 ちはる（ささの ちはる、6月3日 - ）は、日本の女性漫画家。既婚者。血液型はA型。

## 略歴
1994年、芳文社まんがタイムスペシャル5月号『新人4コマまんが展』の笹野桂名義で『花の女子高組』にて入選しデビュー。以来芳文社・竹書房・双葉社・ぶんか社などの各4コマ漫画雑誌で執筆している。双葉社まんがタウンにて『せんせといっしょ!』、日本出版社ねこのしっぽにて『猫ねこだより』 、ぶんか社『本当にあった笑える話Pinky』にて投稿ネタを元とした4コマ漫画がそれぞれ掲載されていた。
以前別ペンネームとして挙げられていた「鳥井まき」というペンネーム自体では商業活動はしておらず、過去に4コマブログで使用されていたハンドルネームである。
2013年6月、健康や生活面での理由による商用誌からの撤退を公式サイトにて告知。2013年8月21日発売の主任がゆく！スペシャルの夜桜パーティーが最後の雑誌掲載作品となっていた。
2014年5月にぶんか社『本当にあった笑える話Pinky』にてゲストとして作品を描き、活動を一部再開している。

## 作品リスト

### 漫画作品

#### 笹野桂名義
- お気に召すまま（1994年 - 1995年、まんがタイムスペシャル、芳文社）

#### 笹野ちはる名義
★＝単行本化されておらず、後年、同人サークル「chiharoom」より同人誌として刊行された作品
- エリ好みな生活（1998年 - 2001年、まんがタイムスペシャル、芳文社）★
- はっぴいDays（1998年 - 2003年、まんがタイムナチュラル、芳文社）既刊1巻
- 微妙なお容姿頃（2001年 - 2007年、まんがタイムラブリー、芳文社）既刊2巻
- 教えてテル・ミー（2002年、みこすり半劇場、ぶんか社)
- かなづちマーメイド（2002年 - 2003年、まんがくらぶオリジナル、竹書房）★
- 僕の巫女さん（2002年、まんがタイムきらら、芳文社）
- ときめきももいろハイスクール（2002年 - 2006年、まんがライフ、まんがライフMOMO、竹書房）全3巻
- みるくの時間（みこすり半劇場→みこすり半劇場別館、ぶんか社）★
- 本日いちご味♥（2003年 - 2006年、まんがタイムスペシャル、芳文社）既刊1巻
- 花のOL組（2004年 - 2005年、まんがくらぶオリジナル、竹書房）
- ぽこぽこコーヒー気分（2004年 - 2008年、まんがタウン、双葉社）全2巻
- 猫ねこだより（2006年 - 、ねこのしっぽ、日本出版社）
- きらきら、てくてく。（2007年 - 2009年、まんがタイムスペシャル、芳文社）★
- わいるど・わんだふる（2007年 - 2009年、まんがタイムラブリー、芳文社）
- よせ☆あげ（2008年 - 2010年、まんがタウン、双葉社）全1巻
- せんせといっしょ!（2010年 - 2011年、まんがタウン、双葉社）全1巻
- 夜桜パーティー（2011年 - 、主任がゆく!スペシャル、ぶんか社）